# Ephemerum ligulatum
Ephemerum ligulatum là một loài rêu trong họ Ephemeraceae. Loài này được Müll. Hal. ex G. Roth mô tả khoa học đầu tiên năm 1914.